# Municipio de Gaddy (condado de Robeson, Carolina del Norte)
Gaddys Township es un municipio del condado de Robeson, Carolina del Norte, Estados Unidos. Según el censo de 2020, tiene una población de 1260 habitantes.
Es una subdivisión exclusivamente geográfica, por cuanto el estado de Carolina el Norte no utiliza la herramienta de los townships como gobiernos municipales.

## Geografía
La subdivisión está ubicado en las coordenadas 34°26′31″N 79°12′39″O / 34.44194, -79.21083 (34.442082, -79.210856).